# Římskokatolická farnost Raduň
Římskokatolická farnost Raduň je územní společenství římských katolíků s farním kostelem Nejsvětější Trojice v Raduni.

## Kostely a kaple na území farnosti
- Kostel Nejsvětější Trojice v Raduni
- Kaple Božského Srdce Páně ve Vršovicích